# Združenje ameriške glasbene industrije
Združenje ameriške glasbene industrije (angleško Recording Industry Association of America, kratica RIAA) je poslovno združenje s sedežem v Washingtonu, ki zastopa interese podjetij na področju trženja glasbe v Združenih državah Amerike. Združuje največje glasbene založbe in distributerje, ki po trditvah združenja ustvarijo oz. distribuirajo 85 % vseh legalnih posnetkov glasbe v ZDA.
Združenje je bilo ustanovljeno leta 1952, sprva z glavnim namenom uveljavljanja tehničnih standardov za snemanje in predvajanje vinilnih plošč. Nato je prevzelo vlogo skupne zaščite interesov članic v odnosu do vlade in javnosti. V zadnjem času je znano predvsem kot zastopnik »velikih pet« korporacij na tem področju (Universal Music Group, Warner Music Group, Sony Music Group, Bertelsmann Music Group in EMI Group) oz. »velikih treh« odkar sta propadla EMI Group ter Bertelsmann. Kot svoje poslanstvo navaja:
- zaščito intelektualne lastnine in pravic umetnikov po prvem amandmaju ameriške ustave
- izvajanje raziskav na temo glasbene industrije
- spremljanje in vrednotenje relevantne zakonodaje, regulacij ter politike

RIAA je širše znana kot ustanova, ki spremlja prodajo glasbenih singlov in albumov ter podeljuje priznanja prodajno najuspešnejšim glasbenikom – t. i. zlate, platinaste in večkratne platinaste certifikacije za pol milijona, milijon oz. več milijonov prodanih izvodov.

## Kampanja proti piratstvu
Drugo vidnejše področje delovanja je agresivno nastopanje proti kršitvam avtorskih pravic v dobi interneta, ki je močno olajšal nelegalno deljenje posnetkov. Leta 2000 je polovica zaposlenih delovala v protipiratskem oddelku. V odmevnem sodnem procesu je RIAA leta 2001 dosegla ukinitev znanega servisa za deljenje glasbe Napster in kasneje še več drugih omrežij vsak z vsakim (peer-to-peer). Kasneje so se namesto tega usmerili proti končnim porabnikom in ponudnikom internetnih storitev. S sorodnimi organizacijami, predvsem Združenjem ameriške filmske industrije (MPAA), tudi redno lobirajo za strožjo avtorskopravno zakonodajo, ki bi poostrila nadzor, naložila vladi preganjanje kršiteljev in omogočila celo sankcioniranje drugih držav, ki po njihovem mnenju ne storijo dovolj za preprečevanje piratstva. V ta namen vsako leto investirajo več milijonov ameriških dolarjev.
Kritiki opozarjajo, da se RIAA v boju proti piratstvu poslužuje nelegitimnih pristopov, kot so zastraševanje, zloraba vpliva in pretiravanje z oceno škode. Standardna praksa v začetku 21. stoletja je bila, da so z avtomatsko analizo internetnega prometa izpostavili naključnega uporabnika (tudi s kršitvijo pravice do zasebnosti), mu zagrozili z nerazumno visoko kaznijo (po 750 USD na skladbo za deljenje brez pridobitnega namena) in izsilili izvensodno poravnavo za nižji, a za posameznika kljub temu znaten znesek, s čimer so se izognili standardom dokazovanja, ki veljajo za pravne postopke, pa tudi stroškom in dolgotrajnosti postopka. Tudi v morebitnih tožbah so imeli zaradi vpliva na zakonodajo in svojim velikim proračunom bistveno prednost pred posamezniki, ne glede na njihovo krivdo. Pri tem so šli pridobljeni zneski v celoti založbam in ne dejanskim avtorjem deljenih skladb.
Konec leta 2008 so predstavniki RIAA sporočili, da bodo prenehali z množičnimi tožbami in namesto tega v dogovoru s ponudniki internetnega dostopa opozarjali kršitelje, ob ponavljajočih se kršitvah pa bo ponudnik odklopil uporabnika. Konec koncev pa se je povečevanje dostopnosti legalnih vsebin izkazalo za bistveno učinkovitejšo taktiko pri zmanjševanju piratstva.